# هدایت حیدروف
هدایت حیدروف (ترکی آذربایجانی: Hidayət Heydərov؛ زادهٔ ۲۷ ژوئیهٔ ۱۹۹۷) جودوکار اهل جمهوری آذربایجان است.
وی همچنین برندهٔ جوایزی همچون نشان شهرت شده است.